# Route nationale 403a
La route nationale 403a ou RN 403a était une route nationale française allant de la RN 403 (près du fort de Tavannes, juste au-dessus du tunnel de Tavannes) (communes d'Eix et de Fleury-devant-Douaumont) au fort de Vaux (communes de Vaux-devant-Damloup et de Damloup). À la suite de la réforme de 1972, elle a été déclassée en RD 913a.